# Fandriana
Fandriana är en ort i Madagaskar.   Den ligger i regionen Amoron'i Mania, i den centrala delen av landet, 150 km söder om huvudstaden Antananarivo. Fandriana ligger 1 364 meter över havet och antalet invånare är 31 437.
Terrängen runt Fandriana är kuperad österut, men västerut är den platt. Runt Fandriana är det ganska glesbefolkat, med 30 invånare per kvadratkilometer. Det finns inga andra samhällen i närheten. I omgivningarna runt Fandriana växer huvudsakligen savannskog.